# Rozhledna na hoře svaté Anny
Rozhledna na hoře svaté Anny (polský název Wieża widokowa na Górze Świętej Anny) se nachází na stejnojmenné hoře, ve Vladzické vrchovině (polský název Wzgórza Włodzickie), jejíž nejvyšší vrchol sahá do výše 647 m n. m. Nachází se v okrese Kladsko. Tato věž byla v minulosti veřejnosti nepřístupná, neboť sloužila jako televizní převaděč.
V její blízkosti stojí kostelíček z roku 1644, zasvěcený svaté Anně. Obdobná vyhlídková věž se také nachází na hoře Všech svatých (polský název Góra Wszystkich Świętych), v sousedství Nowe Rudy, ta je veřejnosti přístupná.

## Historie
Rozhledna stojí na místě, kde dříve stála turistická chata s vyhlídkovou plošinou. V roce 1911 a to za značného úsilí Carla Ferche
a Kladského horského spolku, zkráceně GGV (německý název  Glatzer Gebirgsverein, polský název Kłodzkie Towarzystwo Górskie)
vznikl projekt na výstavbu vyhlídkové věže. Věž navrhl Heinrich Wolf z Berlína, byla určena turistům, ale také poutníkům, což lze odvodit ze samotného názvu hory. Ve své době se jednalo o jednu z prvních vyhlídkových věží v Sudetech, která byla postavena ve stylu moderní architektury. V roce 1903 Carl Ferch inicioval také výstavbu horské chaty na vrcholu hory. Také byla zhotovena turistická stezka. Trasa spojovala turistické zajímavosti v okolí a horu Všech svatých, kde se nacházela obdobná vyhlídková věž.
Po druhé světové válce a to zejména kvůli úbytku turistů zůstala věž opuštěná. Od roku 1962 byla věž využita pro televizní převaděč, veřejnosti nepřístupná. Od roku 2006 se místní občané usilovně snažili o její navrácení turistům. Původní nájemník věže EmiTel Sp. z o.o, který vlastnil televizní převaděč však nebyl ochoten věž opustit, přestože 23. dubna roku 2013 bylo ukončeno analogové vysílání. V týž samý den totiž započalo digitální televizní vysílání přes pozemní vysílače. Nájemník byl ochoten věž opustit pouze za předpokladu, že svůj televizní převaděč přesune jinam.
V září 2013 bylo vyhlášeno výběrové řízení na rekonstrukci věže a turistické stezky pro pěší a cyklisty, která spojovala horu svaté Anny s horou Všech svatých. V roce 2014 započala rekonstrukce, dokončení veškerých prací bylo plánováno na září 2014. K otevření zrekonstruované věže došlo 5. října 2014. Vyhlídková věž na hoře svaté Anny je jednou z několika věží v okolí, dalšími jsou: Rozhledna na Velké Sově, Rozhledna na Kalenici, Rozhledna na hoře Všech svatých.

## Televizní převaděč

### Analogové vysílání do roku 2013
Analogového vysílání bylo ukončeno 23. dubna 2013.
| LP | Program | Vlastník              | Frekvence  | Kanál | Výkon vysílače | Polarizace   |
| -- | ------- | --------------------- | ---------- | ----- | -------------- | ------------ |
| 1  | TVP1    | Telewizja Polska S.A. | 183,25 MHz | 7     | 0,02 kW        | horizontální |
| 2  | TVP2    | Telewizja Polska S.A. | 527,25 MHz | 28    | 0,05 kW        | horizontální |

### Digitální vysílání od roku 2013
| Multiplex | Frekvence  | Kanál | ERP vysílače | Polarizace   | Komprese dat |
| --- | ---------- | ----- | ------------ | ------------ | ------------ |
| MUX 3 - TVP1 - TVP2 HD - TVP Regionalna/ TVP Wrocław - TVP Kultura - TVP Polonia - TVP Rozrywka - TVP Historia | 506,00 MHz | 25    | 0,012 kW     | horizontální | MPEG-4       |

## Přístup
Na vrchol hory se lze dostat po zelené turistické značce a to z Nowé Rudy.
Také se lze vydat po červené turistické značce z vesnic Vambeřice, Ścinawka Średnia, přes horu Všech svatých. Odtud lze pak pokračovat po červené značce ke Stříbrné hoře (polský název Srebrna Góra), kde se nachází jedna z největších horských pevností tohoto typu v Evropě, nebo po zelené značce na horu svaté Anny.

## Galerie

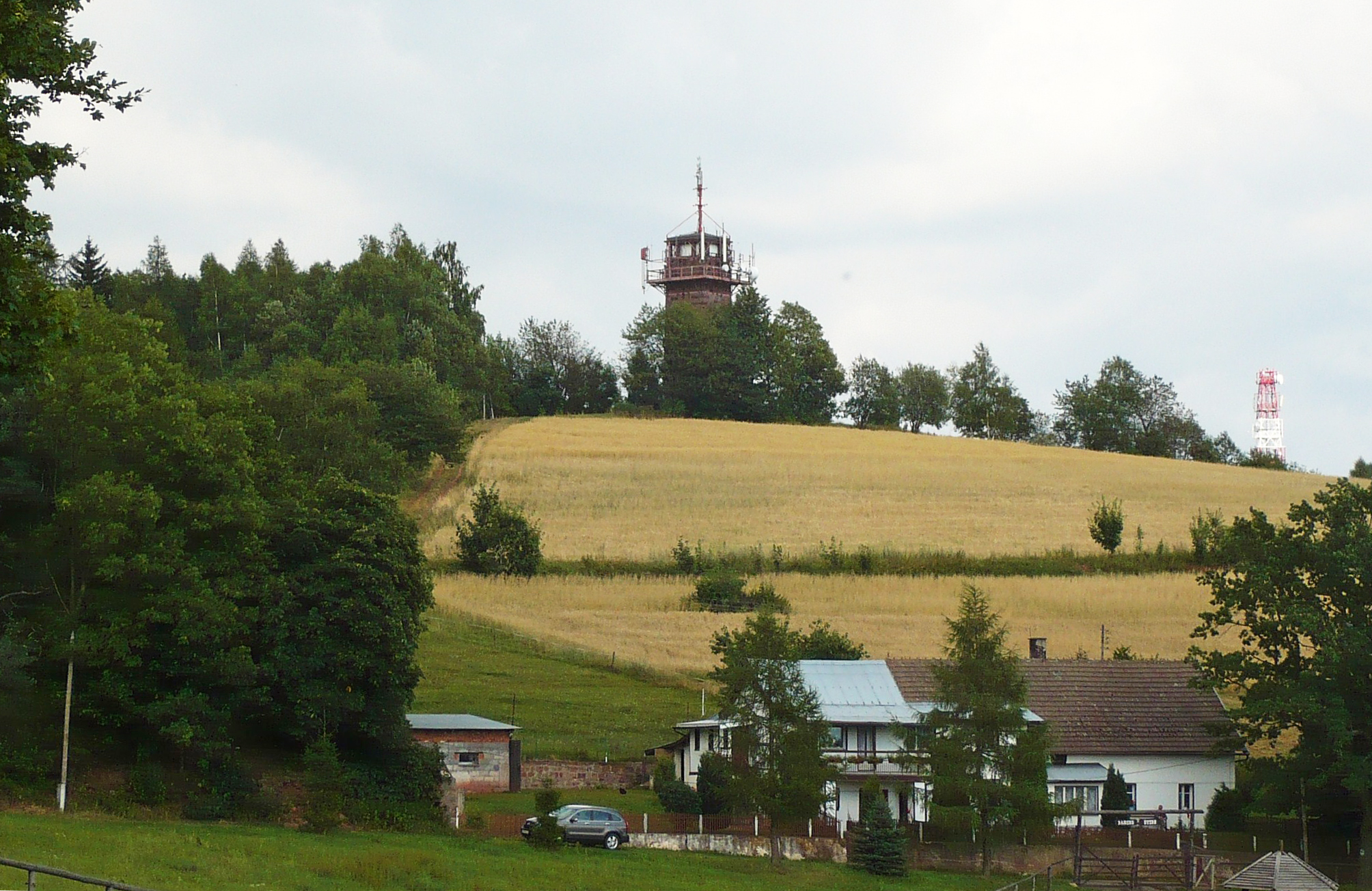
Pohled na vyhlídkovou věž v dobách kdy sloužila jako televizní převaděč
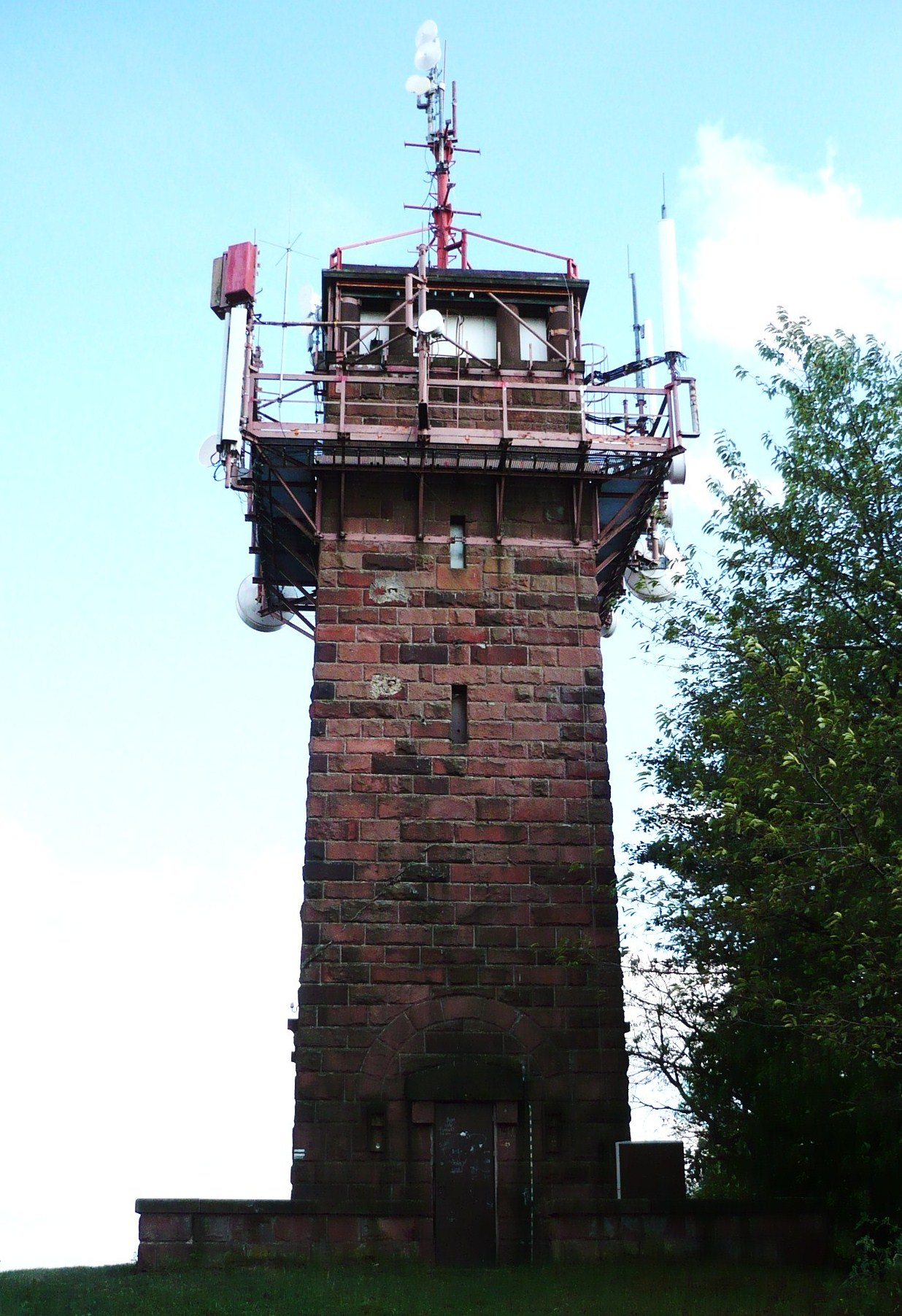
Jako televizní převaděč
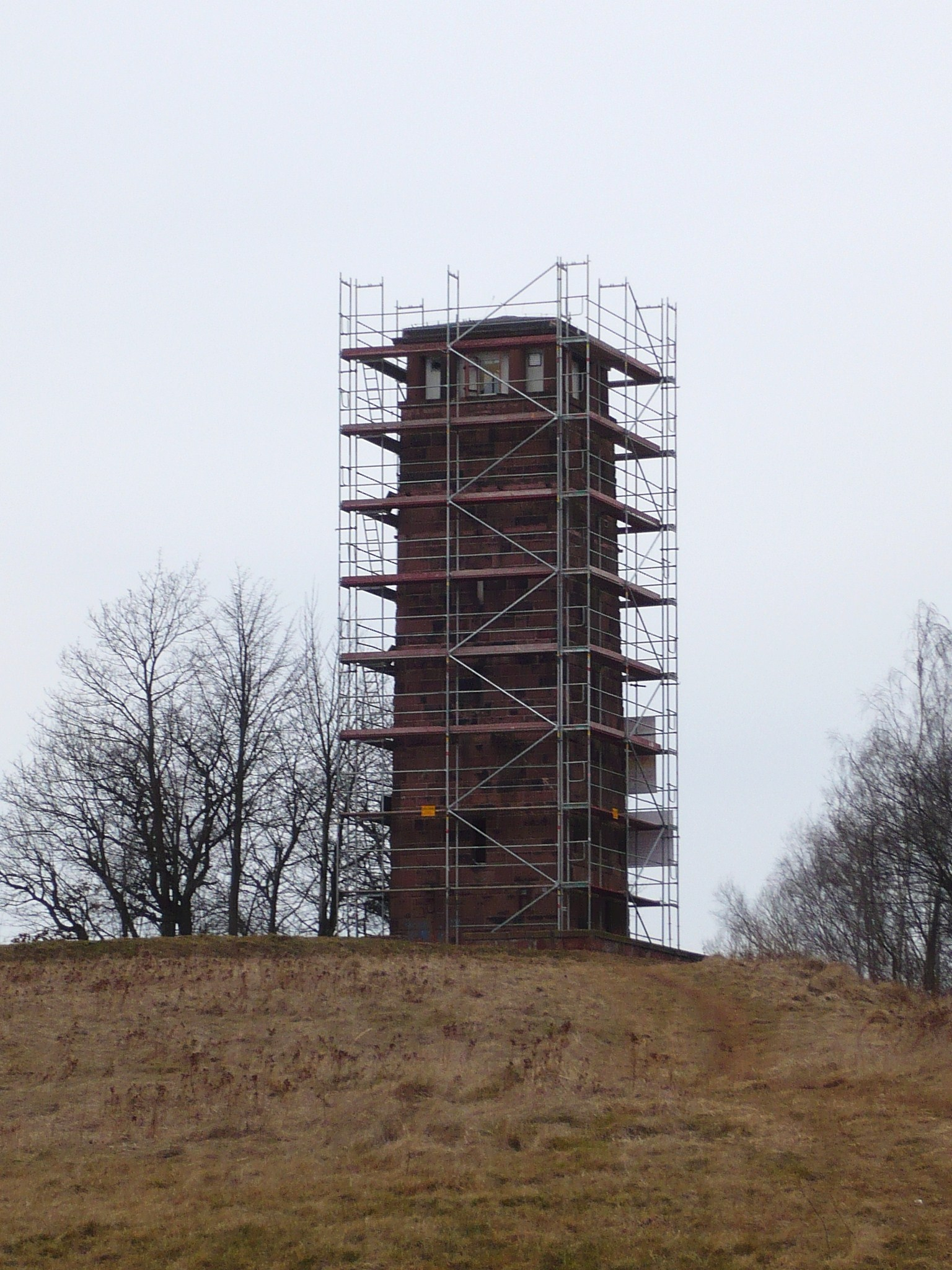
Rekonstrukce věže v roce 2014
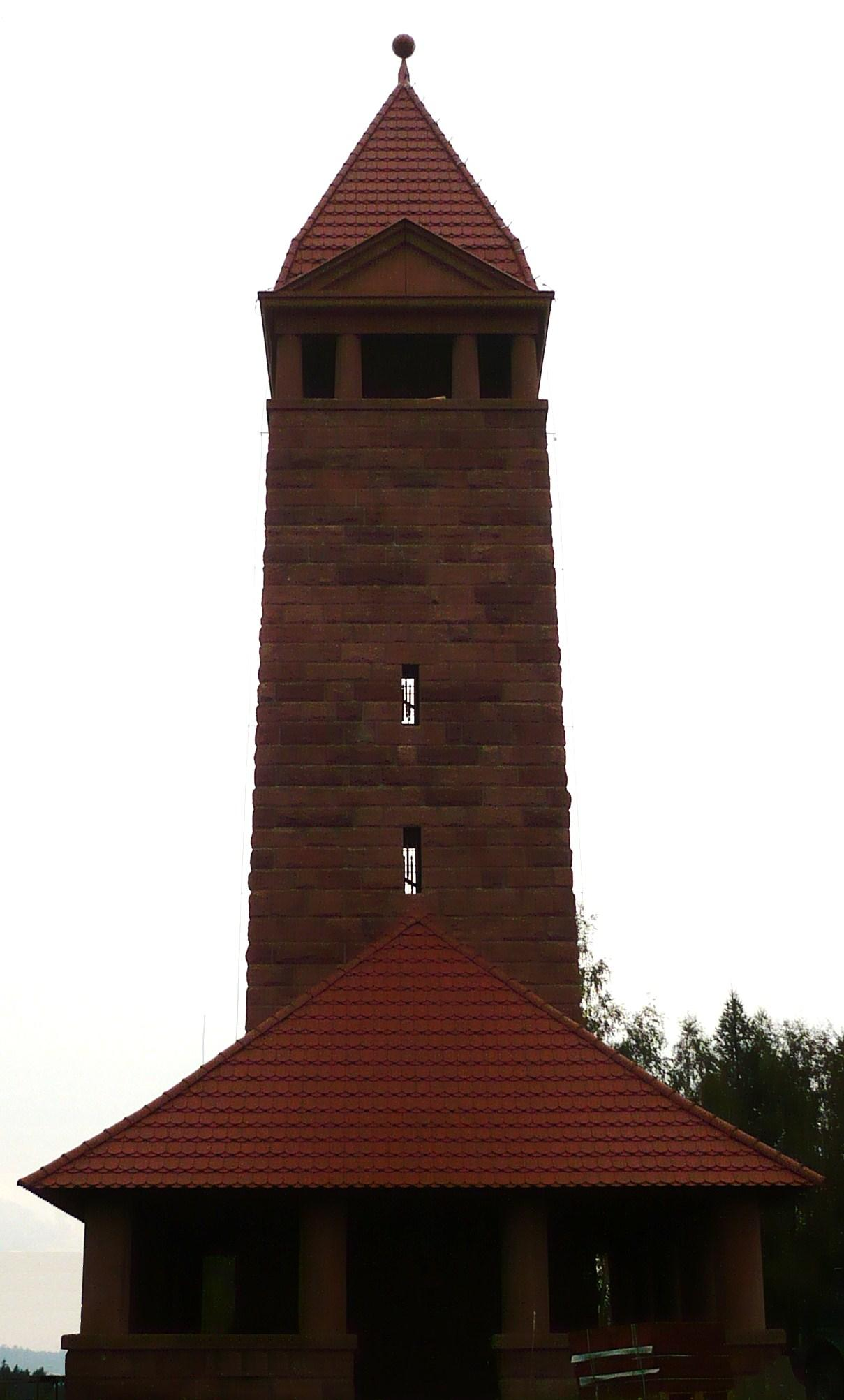
Po rekonstrukci v roce 2014, již přístupná veřejnosti
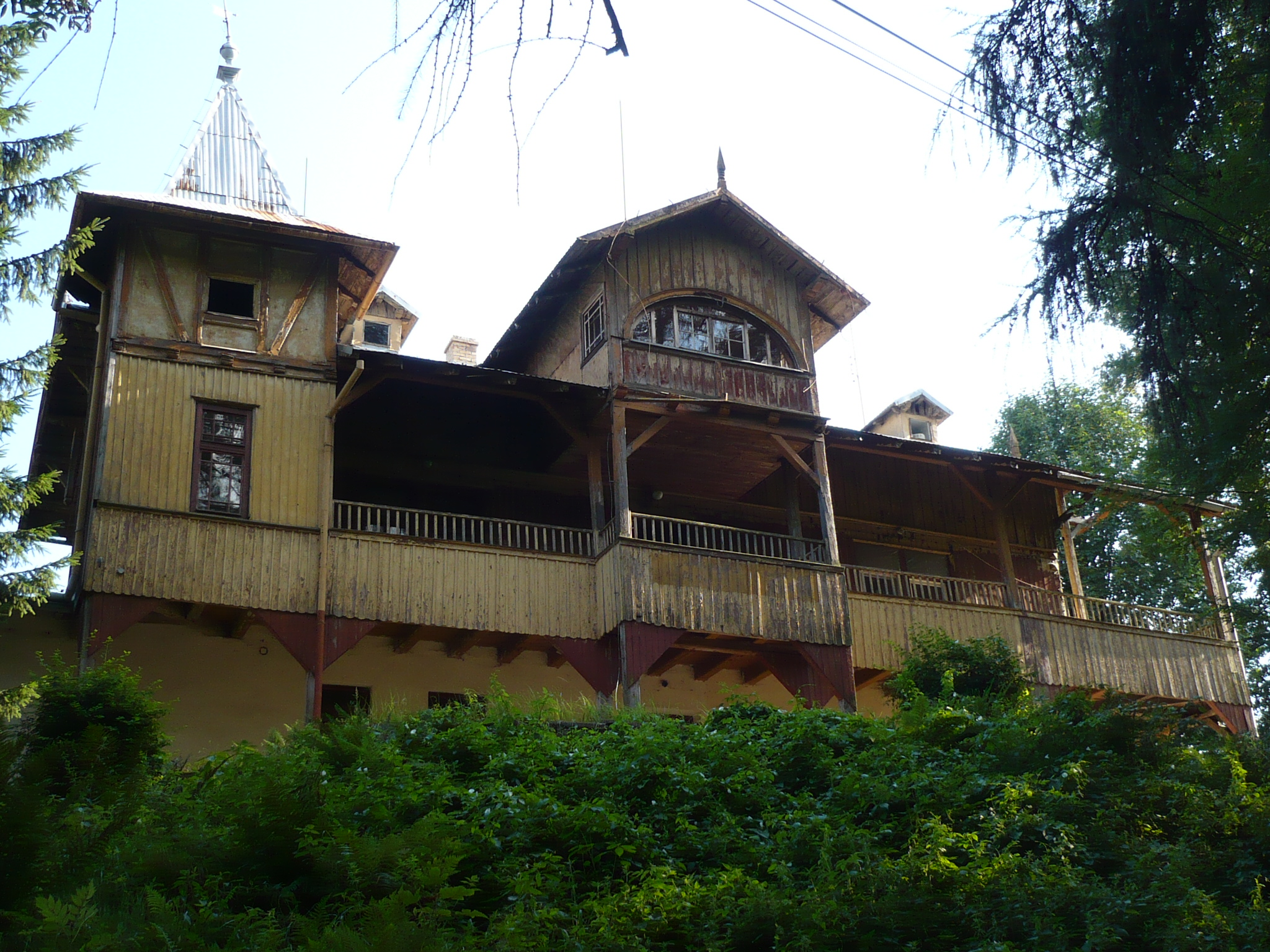
Horská chata na vrcholu hory